# WAN-optimalisatie
WAN-optimalisatie is het versnellen van de verbinding tussen twee locaties in een Wide Area Network zonder de verbindingssnelheid daadwerkelijk te verhogen.
Het optimaliseren van een WAN gebeurt over het algemeen door het plaatsen van WAN-optimalisatiehardware tussen de twee locaties die verbonden moeten worden. Deze hardware wordt ook wel WAN-acceleratie appliances genoemd.